# Sericesthis egens
Sericesthis egens är en skalbaggsart som beskrevs av Britton 1987. Sericesthis egens ingår i släktet Sericesthis och familjen Melolonthidae. Inga underarter finns listade i Catalogue of Life.